# Lunarchy
Lunarchy ist eine deutsche Progressive-Rock-Band aus Hof (Saale). Stilistisch wird Lunarchy mit Saga, Marillion oder älteren Genesis, aber auch Bands wie Rush, Queensrÿche oder Fates Warning verglichen. Der ausdrucksstarke Gesang von Rainer Ludwig mit teilweise ungewöhnlichen Texten (Marvins's Song, über den depressiven Roboter aus Per Anhalter durch die Galaxis) machen den besonderen Reiz der Musik aus.

## Bandgeschichte
Gegründet wurde die Band Lunarchy 1986, noch unter dem Namen „Lightnyng“ von Rainer Ludwig, Fritz Petri, Jochen Sauter, Günter Hopperdiezel sowie Werner Lang. Werner Lang wurde 1990 durch Markus Dollinger (ein Großneffe des Malers Heiner Grimm) ersetzt.
Durch das erste Demo „The Principles Of Pride“ (1991), wurde die Band – mit dem jetzigen Drummer Jochen 'Bauch' Häffner – von dem Label Gorgon/Warner Bros. entdeckt und unter Vertrag genommen. Nach ersten Vorproduktionen 1992 wurde im Sommer 1993 die CD „Mind And Motion“ in den Delta Sound Studios in Wilster aufgenommen, in denen bereits Künstler wie Accept, The Alan Parsons Project, Scorpions oder Lou Reed aufnahmen. Während der Aufnahmen waren auch Fates Warning vor Ort, mit denen es zu einem intensiven Austausch und freundschaftlichem Verhältnis kam.
„Mind And Motion“ wurde 1994 europaweit veröffentlicht und verkaufte sich besonders in Nordeuropa. Die CD ist immer noch in diversen Internetshops verfügbar und vereinzelte Exemplare werden sogar in Japan oder Südamerika angeboten.
Lunarchy ist nach wie vor musikalisch aktiv, wenn auch in den letzten Jahren keine Tonträger veröffentlicht wurden.

## Mitglieder
- Rainer Ludwig – Gesang
- Markus Plötner – Gitarre
- Jan Friedrich – Keyboard
- Jochen Häffner – Schlagzeug
- Markus Dollinger – Bass, Keyboard

## Frühere Mitglieder
- Fritz Petri – Gitarre
- Jochen Sauter – Gitarre
- Günter Hopperdiezel – Schlagzeug
- Werner Lang – Bass

## Diskografie
- 1991: The Principles of Pride (Demo)
- 1994: Mind and Motion (CD)
- 1997: Grains (Fan-CD)